# Eric Stewart

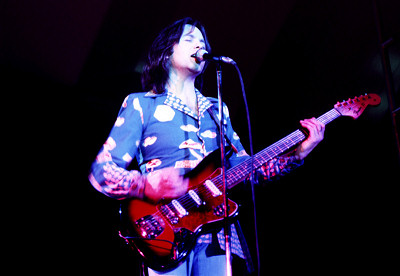
Eric Stewart.

Eric Stewart, född 20 januari 1945 i Droylsden, är en brittisk sångare, multinstrumentalist, och låtskrivare som var medlem i banden The Mindbenders 1963-1968 och 10cc från 1972 fram till 1995. Han skrev många låtar med 10cc tillsammans med Graham Gouldman, producerade, spelade gitarr och keyboard på många av bandets stora hits. Bland annat låten "I'm Not in Love" från 1975 som blev deras största hit. År 1976 delades bandet i två delar när Kevin Godley och Lol Creme valde att satsa på mer avancerad rockmusik med ett eget uppfunnet instrument, gizmon. Detta instrument fick dock en kortvarig historia när utvecklingen av synthesizers tog fart. 
Eric Stewart släppte sitt första soloalbum Frooty Rooties 1982. Detta album är idag svårt att hitta för samlare, och är ej heller återutgivet på CD. Han hade redan 1980 släppt ett soundtrack till filmen Girls. En låt från detta album tog han även med på Frooty Rooties. Namnet på denna låt är "Make the Pieces Fit". Första låten på Frooty Rooties heter "The Ritual" och är en tredelad temalåt. Eric Stewart ville utveckla sitt musicerande med denna låtform. Han gjorde det även på albumet Deceptive Bends med 10cc från 1977 med låten "Feel the Benefit".